# Figli dei palazzi
Figli dei palazzi è un singolo del rapper italo-tunisino Sayf, pubblicato il 2 maggio 2025 come unico estratto dalla riedizione digitale dell'EP Se Dio vuole.

## Descrizione
Il brano, prodotto da Dibla e Jiz e caratterizzato dallo stile anni Settanta, vede la partecipazione del rapper italo-algerino Néza.

## Video musicale
Il videoclip, diretto da Giulio Cocco, è stato pubblicato in concomitanza all'uscita del singolo sul canale YouTube di Sayf.